# Adrián Guida
Adrián Nicolás Guida (Boedo, Buenos Aires, 26 de marzo de 1965 - 12 de diciembre de 1994) fue un cantor argentino de tango. Sus trabajos con la orquesta de Osvaldo Pugliese fueron notables, incluyendo las canciones Contame una historia, Bailemos y Milonga para Gardel, a dúo con Abel Córdoba. Se inició profesionalmente gracias a su padre Ángel Guida.
Murió el 12 de diciembre de 1994 en su casa de manera sorpresiva a los 28 años. Según estudios histológicos realizados al cadáver, se reveló que falleció víctima de un severo cuadro de edema pulmonar.